# 민디 케일링
민디 케일링(영어: Mindy Kaling, 영어 발음: /ˈkeɪlɪŋ/, 1979년 6월 24일 ~ )은 미국의 배우, 스탠드업 코미디언, 작가, 제작자이다. 시트콤 《오피스》(2005-13)의 켈리 카푸어 역, 시트콤 《민디 프로젝트》(2012-17)의 민디 라히리 역으로 유명하다. 2013년 타임지에서 세계에서 가장 영향력 있는 100인 중 하나로 선정하였다. 2022년 조 바이든 대통령으로부터 국가예술훈장을 받았다. 뮤지컬 《A Strange Loop》 브로드웨이 공연(2022-23)을 제작하여 2022년 제75회 토니상 뮤지컬 부문 작품상을 수상하였다.

## 출연 목록

### 영화
- 40살까지 못해본 남자 (2005)
- 성탄절 전야의 공항 대소동 (2006) - 식당 주인 역
- 결혼 면허 따기 (2007)
- 박물관이 살아있다 2 (2009)
- 친구와 연인사이 (2011)
- 5년째 약혼중 (2012)
- 더 나이트 비포 (2015)
- 시간의 주름 (2018) - 후 부인 역
- 오션스8 (2018) - 어미타 역
- 레이트 나이트 (2019) - 각본, 제작 겸임
- 락드 다운 (2021)

### 애니메이션 영화
- 슈퍼배드 (2010)
- 주먹왕 랄프 (2012)
- 인사이드 아웃 (2015) - 까칠 역

### 텔레비전
- 오피스 (2005-13) - 각본 겸임
- 민디 프로젝트 (2012-17) - 기획, 쇼러너, 총괄 제작, 각본 겸임
- 네버 해브 아이 에버 (2020-23) - 기획, 각본 겸임